# أريثا فرانكلين
أريثا لويز فرانكلين (بالإنجليزية: Aretha Louise Franklin) (25 مارس 1942 – 16 أغسطس 2018) مغنية وكاتبة أغاني وممثلة وعازفة بيانو وناشطة حقوقية أمريكية. بدأت فرانكلين حياتها المهنية عندما كانت طفلة بغناء الترانيم الانجيلية في كنسية نيو بيثيل المعمدانية في ديترويت، ميتشيغان حيث عمل والدها س. إل. فرانكلين قسيسًا. بدأت في سن الثامنة عشرة احتراف الموسيقى الدنيوية كفنانة تسجيل في تسجيلات كولومبيا. رغم أنه لم تزدهر مسيرة فرانكلين المهنية مباشرة إلا أنها لاقت استحسانًا ونجاحًا تجاريًا بعد توقيعها مع تسجيلات أتلانتيك في 1966. كانت أغنياتها التي أحرزت نجاحًا باهرًا مثل «رسبيكت»، «تشين أوف فولز»، «ثينك»، «(يو ميك مي فيل لايك) إي ناتشرال وومن»، «آي نيفر لافد أي مان (ذا واي آي لافد يو)»، «آي ساي أي ليتل براير»، حول ماضيها وأقرانها الموسيقيين. عُرفت أريثا بحلول نهاية الستينيات باسم «ملكة السول».
واصلت فرانكلين تسجيل ألبوماتها التي لاقت ترحيبًا مثل آي نيفر لافد أي مان ذا واي آي لافد يو 1967، ليدي سول 1968، سبرينت إن ذا دارك 1970، يانغ غيفتد أند بلاك 1972، ايميزنغ غريس 1972، سباركل 1976، قبل أن تواجه مشاكل مع شركة التسجيلات. تركت فرانكلين أتلانتيك في 1979 ووقعت مع تسجيلات أريستا. ظهرت في الثمانينيات في فيلم ذا بلوز بروذرز قبل إطلاق الألبومات الموسيقية الناجحة جامب تو إت 1982، هوز زومين هو؟ 1985، وأريثا 1986 في شركة تسجيلات أريستا. عادت فرانكلين في 1988 بأغنية «أي روز از ستل أي روز» من إنتاج لورين هيل لتصنف ضمن الأغاني الأربعون الأوائل، وأصدرت فيما بعد ألبومًا يحمل الاسم ذاته، والذي نال شهادة الأسطوانة الذهبية لمبيعات الموسيقى المسجلة. في نفس العام، لاقت فرانكلين ثناءً عالميًا لأدائها في «نيسون دورما» في حفل جوائز الغرامي، فقد حلت في الدقيقة الأخيرة مكان لوتشانو بافاروتي، الذي ألغى حضوره بعد بدء الحفل. أعربت فرانكلين عن تقديريها في أداء لوحظ على نطاق واسع للمغنية كارول كينغ المكرّمة لعام 2015 بغناء «(يو ميك مي فيل لايك) أي ناتشرال وومن» في مركز كينيدي الثقافي.
سجلت فرانكلين 112 أغنية منفردة صُنفت في مجلة بيلورد، دخلت 77 منها في تصنيف أفضل 100 أغنية، و17 أغنية بوب منفردة ضمن العشرة الأوائل، و100 منها في أفضل أغاني ريذم أند بلوز، وتصدرت 20 منها المركز الأول من الأغاني المنفردة لريذم أند بلوز. تضم أغاني فرانكلين المشهورة والتي حققت نجاحًا ساحقًا: «روك ستيدي»، «كول مي»، «اينت نو واي»، «دونت بلاي ذات سونغ (يو لايد)»، «سبانيش هارليم»، «داي دريمنغ»، «انتل يو كيم باك تو مي (ذاتس وات ام غونا دو)»، «سمثينغ هي كان فيل»، «جمب تو ات»، «فري واي أوف لاف»، «هوز زومن هو»، و «آي نيو يو وير وايتنغ (فور مي)» وهي (أغنية مشتركة مع جورج مايكل). فازت فرانكلين على 18 جائزة غرامي، من بينها الجوائز الثمانية الأولى التي مُنحت لأفضل أداء صوتي نسائي في غناء ريذم أند بلوز على مدى الأعوام (1968 – 1975). تعد فرانكلين إحدى الفنانين الموسيقيين الأكثر مبيعًا في التاريخ، فقد باعت ما يزيد عن 75 ميلون تسجيل حول العالم.
تلقت فرانكلين العديد من التكريمات خلال مسيرتها المهنية. فقد مُنِحِت الوسام الوطني للفنون والوسام الرئاسي للحرية. في 1987، أُدخلت إلى الصالة الفخرية للروك أند رول لتكون أول امرأة موسيقية تدخلها. أُدخلت في 2005 كذلك إلى قاعة مشاهير الموسيقى في المملكة المتحدة وإلى قاعة مشاهير الموسيقى الإنجيلية في 2012. اختارتها مجلة رولينغ ستون لتتصدر قائمتها «أفضل 100 مغني في التاريخ»، واختارتها لتحتل المرتبة التاسعة في قائمة «أفضل 100 فنان في التاريخ». منحتها لجنة جائزة بوليتزر عن فئة الجوائز الخاصة والاستشهادات في 2019 استشهاد خاص بعد وفاتها «لمساهمتها الراسخة في الموسيقى والثقافة الأمريكية لما يزيد عن خمسة عقود».

## نشأتها
ولدت أريثا لويز فرانكلين في 25 مارس 1942، والدتها بربارة (الاسم قبل الزواج: سيغرز) ووالدها كلارنس لافون «يختصر إلى: س. ل.» فرانكلين. ولدت في منزل عائلتها الذي يقع في حي لوسي 406، ممفيس، تينيسي. كان والدها قسًا معمدانيًا ومبشر متجول يرجع أصله إلى شيلبي، المسيسيبي، وكانت والدتها مغنية وعازفة بيانو بارعة. كان لدى السيد والسيدة فرانكلين أطفال من علاقات سابقة إلى جانب إنجابهم أربعة أطفال. عندما بلغت أريثا سن الثانية، انتقلت العائلة إلى بوفالو، نيويورك. وعندما بلغت عامها الخامس، انتقلت العائلة بصفة دائمة إلى ديترويت، حيث تولى الأب رعاية القُسوسَةً في كنيسة نيو بيثيل المعمدانية.
عانت أسرة فرانكلين من زواج مضطرب بسبب خيانات الأب، لينفصل الوالدين في 1948. عادت بربارة فرانلكين عندئذ إلى بوفالو مع فون الأخ غير الشقيق لأرثيا. كانت أرثيا تستدعى لزيارة والدتها في بوفالو خلال فترة الصيف، كما كانت الأم تتفقد أطفالها في ديترويت باستمرار. توفيت والدة أريثا قبل ميلاد أريثا العاشر إثر نوبة قلبية في السابع من مارس 1952. تناوبت عدة نساء، من بينهم جدة أريثا ورايتشل وماهاليا جاكسون، في المساعدة بتربية الأطفال في منزل فرانكلين. تعلمت أريثا أثناء تلك الفترة عزف البيانو عبر الاستماع فقط. التحقت كذلك بالمدرسة الحكومية في ديترويت، لغاية بلوغها السنة الدراسية الأولى من المرحلة الثانوية في المدرسة الثانوية الشمالية، لتتسرب من المدرسة في السنة الدراسية الثانية.
أدت الخطب الدينية المشحونة عاطفيًا التي كان والد أريثا يلقيها لأن يعرف باسم الرجل صاحب «صوت المليون دولار». كما جنى منها ألاف الدولارات في الكنائس في مختلف أنحاء البلاد. أتاحت شهرته لأن يقصد منزله العديد من المشاهير. كان من بينهم شخصيات مشهورة من ملحني الترانيم الإنجيلية مثل كلارا وارد وجيمس كليفلاند والأعضاء السابقين لفرقة كارافان وهم ألبيرتينا واكر وإنيز أندروز ومارتن لوثر كينغ الابن وجاكي ويلسون وسام كوك وكوّن جميعهم صداقة مع س. ل. فرانكلين. ارتبطت وارد في علاقة عاطفية مع والد أريثا منذ حوالي 1949 لغاية وفاتها عام 1973، «رغم أن أريثا آثرت عدهم أصدقاء على نحو قاطع». كانت وارد بمثابة مثل يحتذى لأريثا الشابة.

## نشاطها في الحقوق المدنية
انخرطت فرانكلين منذ أن ترعرعت في كنف مبشر أفريقي أمريكي بارز حتى نهاية حياتها في النضال من أجل الحقوق المدنية وحقوق المرأة. فقد منحت الأموال لجماعات الحقوق المدنية، وسددت الأجور في بعض الأحيان، كما شاركت في المساعدات والاحتجاجات. عندما أوقفت أنجيلا ديفيس عام 1970 صرحت فرانكلين لمجلة جت «لا بد من الإفراج عن أنجيلا ديفيس...  سيكون السود أحرارًا. لقد أوقفت (للإخلال بالسلم في ديترويت) وأنا متأكدة أنه لا بد زعزعة الأمن عندما لا يمكنك الحصول عليه. أن تكون في السجن هو الجحيم بعينه. سأراها حرة إن كان للعدال مكان في محاكمنا، لا لأنني أؤمن في الشيوعية، بل لأنها امرأة سوداء أرادت الحرية للشعب الأسود». أصبحت أغنياتها «ريسبكت» و«(يو ميك مي فيل لايك) أي ناتشرال وومن» أناشيد وطنية لهذه الحركات من أجل التغيير الاجتماعي. امتنعت فرانكلين وغيرها من الرموز في أمريكا المشاركة في الأداء في تنصيب الرئيس دونالد ترامب للرئاسة في 2017 كاحتجاج موسيقي واسع النطاق.
كانت فرانكلين تؤيد بشدة حقوق الأمريكيين الأصليين. ودافعت بسلام ودون ضجة عن نضال السكان الأصليين في جميع أنحاء العالم، إلى جانب العديد من الحركات التي دعمت الحقوق الثقافية من أجل الأمريكيين الأصليين والأمم الأولى.

## روابط خارجية
- أريثا فرانكلين على موقع IMDb (الإنجليزية)
- أريثا فرانكلين على موقع ميتاكريتيك (الإنجليزية)
- أريثا فرانكلين على موقع الموسوعة البريطانية (الإنجليزية)
- أريثا فرانكلين على موقع روتن توميتوز (الإنجليزية)
- أريثا فرانكلين على موقع ألو سيني (الفرنسية)
- أريثا فرانكلين على موقع ميوزك برينز (الإنجليزية)
- أريثا فرانكلين على موقع رولينغ ستون (الإنجليزية)
- أريثا فرانكلين على موقع قاعدة بيانات برودواي على الإنترنت (الإنجليزية)
- أريثا فرانكلين على موقع قاعدة بيانات الأفلام السويدية (السويدية)
- أريثا فرانكلين على موقع إن إن دي بي (الإنجليزية)